# Astrolepis sinuata
Astrolepis sinuata är en kantbräkenväxtart som först beskrevs av Mariano Lagasca y Segura och Olof Peter Swartz, och fick sitt nu gällande namn av D.M. Benham och Windham. Astrolepis sinuata ingår i släktet Astrolepis och familjen Pteridaceae. Inga underarter finns listade.

## Bildgalleri

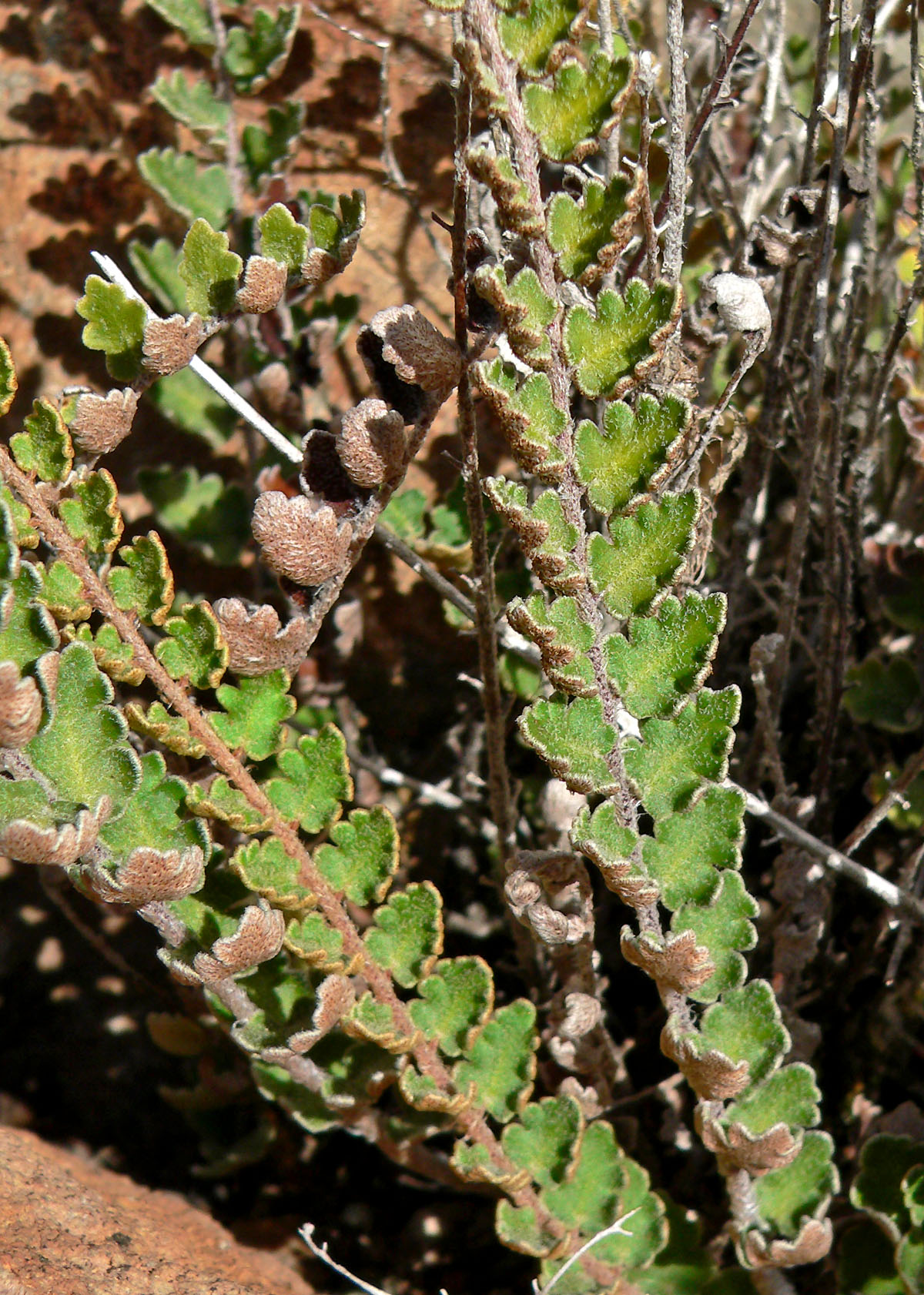